# 1812 en droit
Cet article présente les faits marquants de l'année 1812 en droit.

## Événements

### Juillet
- 18 juillet : signature des traités d'Örebro par le Royaume-Uni, la Russie et par la Suède. Ils mettent fin à la guerre russo-britannique et à la guerre russo-suédoise.